# Communauté de communes Ardennes Thiérache
La communauté de communes Ardennes Thiérache est une communauté de communes française, située dans le département des Ardennes, région Grand Est.

## Histoire
L'article 35 de la loi sur la réforme des collectivités territoriales du 16 décembre 2010 oblige les Communautés de Communes de moins de 5 000 habitants et les communes isolées à se regrouper au sein d’une intercommunalité de plus de 5 000 habitants. En conséquence, les deux anciennes communautés de communes de  la Région de Signy-le-Petit (9 communes - 3 929 habitants en 2007) et de  la Thiérache Ardennaise  (23 communes - 4 290 habitants en 2007), dont la taille était inférieure à ce nouveau seuil légal, devaient toutes deux se regrouper avec d'autres structures intercommunales.
Le Schéma départemental de coopération intercommunale approuvé le 16 décembre 2011 prévoit le regroupement de ces deux intercommunalités, auxquelles se rajouteraient les communes jusqu'alors isolées (Marlemont, Regniowez, Maubert-Fontaine, Étalle et Chilly).
La nouvelle communauté a ainsi été créée au 1er janvier 2014,.

## Territoire communautaire

### Composition
La communauté de communes est composée des 37 communes suivantes :

| Nom                      | Code Insee | Gentilé      | Superficie (km2) | Population (dernière pop. légale) | Densité (hab./km2) |
| ------------------------ | ---------- | ------------ | ---------------- | --------------------------------- | ------------------ |
| Maubert-Fontaine (siège) | 08282      | Maubériens   | 10,33            | 1 025 (2022)                      | 99                 |
| Antheny                  | 08015      |              | 10,14            | 100 (2022)                        | 9,9                |
| Aouste                   | 08016      | Aoustiens    | 12,83            | 202 (2022)                        | 16                 |
| Aubigny-les-Pothées      | 08026      | Aubignois    | 10,42            | 306 (2022)                        | 29                 |
| Auge                     | 08030      | Augeois      | 4,5              | 58 (2022)                         | 13                 |
| Auvillers-les-Forges     | 08037      |              | 8,19             | 902 (2022)                        | 110                |
| Blanchefosse-et-Bay      | 08069      |              | 20,47            | 136 (2022)                        | 6,6                |
| Bossus-lès-Rumigny       | 08073      |              | 8,14             | 95 (2022)                         | 12                 |
| Brognon                  | 08087      | Brognonais   | 7,38             | 130 (2022)                        | 18                 |
| Cernion                  | 08094      | Cernionnais  | 6,58             | 54 (2022)                         | 8,2                |
| Champlin                 | 08100      | Champlinois  | 5,9              | 74 (2022)                         | 13                 |
| Chilly                   | 08121      | Chillyens    | 5,89             | 133 (2022)                        | 23                 |
| L'Échelle                | 08149      | Échellois    | 9,96             | 133 (2022)                        | 13                 |
| Estrebay                 | 08154      |              | 9,37             | 86 (2022)                         | 9,2                |
| Étalle                   | 08155      |              | 4,44             | 96 (2022)                         | 22                 |
| Éteignières              | 08156      | Éteigniérois | 11,79            | 469 (2022)                        | 40                 |
| La Férée                 | 08167      |              | 11,01            | 70 (2022)                         | 6,4                |
| Flaignes-Havys           | 08169      |              | 13,7             | 92 (2022)                         | 6,7                |
| Fligny                   | 08172      | Flignois     | 6,85             | 155 (2022)                        | 23                 |
| Le Fréty                 | 08182      |              | 7,09             | 61 (2022)                         | 8,6                |
| Girondelle               | 08189      |              | 11,53            | 157 (2022)                        | 14                 |
| Hannappes                | 08208      | Hannappiens  | 8,45             | 134 (2022)                        | 16                 |
| Lépron-les-Vallées       | 08251      | Lépronais    | 6,42             | 65 (2022)                         | 10                 |
| Liart                    | 08254      | Liartais     | 13,44            | 596 (2022)                        | 44                 |
| Logny-Bogny              | 08257      |              | 10,66            | 153 (2022)                        | 14                 |
| Marby                    | 08273      |              | 7,35             | 79 (2022)                         | 11                 |
| Marlemont                | 08277      |              | 10,06            | 125 (2022)                        | 12                 |
| La Neuville-aux-Joûtes   | 08318      | Neuvillois   | 13,17            | 351 (2022)                        | 27                 |
| Neuville-lez-Beaulieu    | 08319      |              | 35,92            | 327 (2022)                        | 9,1                |
| Prez                     | 08344      | Prézois      | 12,4             | 132 (2022)                        | 11                 |
| Regniowez                | 08355      | Regniolets   | 18,27            | 377 (2022)                        | 21                 |
| Remilly-les-Pothées      | 08358      |              | 9,92             | 263 (2022)                        | 27                 |
| Rouvroy-sur-Audry        | 08370      |              | 9,15             | 528 (2022)                        | 58                 |
| Rumigny                  | 08373      | Ruminois     | 17,38            | 269 (2022)                        | 15                 |
| Signy-le-Petit           | 08420      | Signaciens   | 38,72            | 1 219 (2022)                      | 31                 |
| Tarzy                    | 08440      | Taons        | 10,12            | 123 (2022)                        | 12                 |
| Vaux-Villaine            | 08468      | Vauvillanois | 9,96             | 189 (2022)                        | 19                 |

### Démographie
| 1968   | 1975   | 1982   | 1990  | 1999  | 2006  | 2011   | 2016  |
| ------ | ------ | ------ | ----- | ----- | ----- | ------ | ----- |
| 11 379 | 10 420 | 10 093 | 9 377 | 9 271 | 9 787 | 10 055 | 9 956 |

## Politique et administration

### Siège
Le siège de la communauté de communes Ardennes Thiérache est situé 6, impasse de la Fontaine à Maubert-Fontaine.

### Élus
La communauté de communes est administrée par son Conseil communautaire, composé de 56 conseillers municipaux représentant les  37 communes membres. Chaque commune dispose d'un siège (avec un délégué suppléant), sauf :
- 2 sièges : Éteignières, Liart, Regniowez, Rumigny (Ardennes)
- 3 sièges : Rouvroy-sur-Audry
- 4 sièges : Auvillers-les-Forges ;
- 5 sièges : Maubert-Fontaine ;
- 7 sièges : Signy-le-Petit[5].

Le Conseil communautaire du 17 avril 2014 a réélu son président, Miguel Leroy, maire d'Auvillers-les-Forges et ancien président de l'ex-Communauté de communes de la Région de Signy-le-Petit, ainsi que ses onze vice-présidents, et trois  autres membres du bureau qui constituent son exécutif pour le mandat 2014-2020.
Il s'agit de : 
Vice-présidents
1. Patrick Demorgny, premier vice-président chargé de l'administration générale et des ressources humaines ;
2. Jean-Yves Lagneaux, chargé du développement économique ;
3. Frédéric Delamarre, chargé des finances ;
4. Marie-Claire Doré, chargée de l'animation et de la culture ;
5. Jean-Yves Chevannes, chargé des affaires scolaires ;
6. Patrice Champion, chargé de la voirie ;
7. Laurence Barbière, chargée de la petite enfance et de l'accueil de loisirs  ;
8. Bernard Gosset, chargé de l'environnement, dont les ordures ménagères ;
9. Jean-Pierre Jarlot, chargé de la communication ;
10. Mireille Téton, chargée des travaux immobiliers ;
11. André Lacaille, chargé de l'assainissement[7].

Autres membres
Thierry Hubert, Claude Tanton et Jean-Louis Swartvagher.
Le premier budget de l'intercommunalité a été adopté le 20 mars 2014, qui s’élève au total à 12,91 millions d’euros répartis à 49 % en investissement (6,26 M€) et 51 % en fonctionnement (6,55 M€).

### Liste des présidents
| Période         | Période                       | Identité     | Étiquette | Qualité                                                     |
| --------------- | ----------------------------- | ------------ | --------- | ----------------------------------------------------------- |
| 14 janvier 2014 | En cours (au 24 février 2015) | Miguel Leroy | Agir      | maire d'Auvillers-les-Forges Réélu pour le mandat 2014-2020 |

### Compétences
Dans l'attente de leurs modifications par le conseil communautaire, la communauté exerce l'ensemble des compétences qui avaient été déléguées par les communes aux deux anciennes intercommunalités.

### Régime fiscal
La communauté d'agglomération est un établissement public de coopération intercommunale à fiscalité propre.